# Saint-Brisson
Pour les articles homonymes, voir Saint-Brisson (homonymie) et Brisson.
Saint-Brisson (Saint-Beurson en morvandiau) est une commune française, située dans le département de la Nièvre en région Bourgogne-Franche-Comté.

## Géographie
Située à l'extrême nord-est du département de la Nièvre, la commune de Saint-Brisson est adhérente au parc naturel régional du Morvan et abrite la Maison du parc.

### Climat
Pour des articles plus généraux, voir Climat de la Bourgogne-Franche-Comté et Climat de la Nièvre.
En 2010, le climat de la commune est de type climat de montagne, selon une étude du Centre national de la recherche scientifique s'appuyant sur une série de données couvrant la période 1971-2000. En 2020, Météo-France publie une typologie des climats de la France métropolitaine dans laquelle la commune est exposée à un climat océanique altéré et est dans la région climatique  Lorraine, plateau de Langres, Morvan, caractérisée par un hiver rude (1,5 °C), des vents modérés et des brouillards fréquents en automne et hiver. 
Pour la période 1971-2000, la température annuelle moyenne est de 9 °C, avec une amplitude thermique annuelle de 15,8 °C. Le cumul annuel moyen de précipitations est de 1 286 mm, avec 15 jours de précipitations en janvier et 9,4 jours en juillet. Pour la période 1991-2020, la température moyenne annuelle observée sur la station météorologique de Météo-France la plus proche, « Dun_sapc », sur la commune de Dun-les-Places à 6 km à vol d'oiseau, est de 10,4 °C et le cumul annuel moyen de précipitations est de 1 181,7 mm. 
La température maximale relevée sur cette station est de 37,6 °C, atteinte le 24 juillet 2019 ; la température minimale est de −15,3 °C, atteinte le 7 février 2012,,. 
Les paramètres climatiques de la commune ont été estimés pour le milieu du siècle (2041-2070) selon différents scénarios d'émission de gaz à effet de serre à partir des nouvelles projections climatiques de référence DRIAS-2020. Ils sont consultables sur un site dédié publié par Météo-France en novembre 2022.

## Urbanisme

### Typologie
Au 1er janvier 2024, Saint-Brisson est catégorisée commune rurale à habitat très dispersé, selon la nouvelle grille communale de densité à sept niveaux définie par l'Insee en 2022.
Elle est située hors unité urbaine et hors attraction des villes,.

### Occupation des sols
L'occupation des sols de la commune, telle qu'elle ressort de la base de données européenne d’occupation biophysique des sols Corine Land Cover (CLC), est marquée par l'importance des forêts et milieux semi-naturels (65,1 % en 2018), en diminution par rapport à 1990 (66 %). La répartition détaillée en 2018 est la suivante : forêts (62,6 %), prairies (28,3 %), zones agricoles hétérogènes (4,3 %), milieux à végétation arbustive et/ou herbacée (2,6 %), zones urbanisées (2,2 %). L'évolution de l’occupation des sols de la commune et de ses infrastructures peut être observée sur les différentes représentations cartographiques du territoire : la carte de Cassini (XVIIIe siècle), la carte d'état-major (1820-1866) et les cartes ou photos aériennes de l'IGN pour la période actuelle (1950 à aujourd'hui).

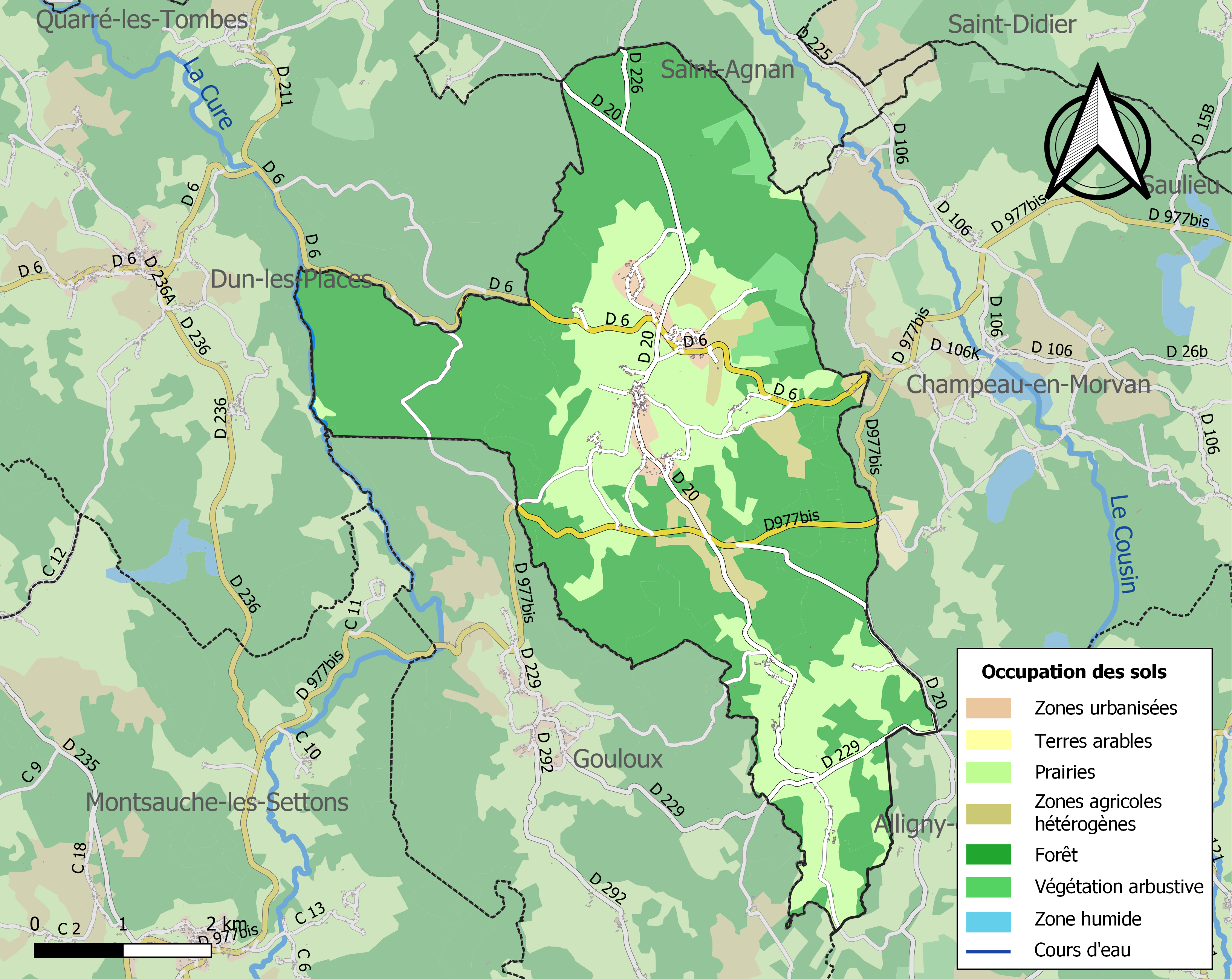
Carte des infrastructures et de l'occupation des sols de la commune en 2018 (CLC).

## Politique et administration
| Période                                  | Période  | Identité        | Étiquette | Qualité  |
| ---------------------------------------- | -------- | --------------- | --------- | -------- |
| mars 2008                                | En cours | Michel Gobillon | SE        | Retraité |
| Les données manquantes sont à compléter. |          |                 |           |          |

## Démographie
L'évolution du nombre d'habitants est connue à travers les recensements de la population effectués dans la commune depuis 1793. Pour les communes de moins de 10 000 habitants, une enquête de recensement portant sur toute la population est réalisée tous les cinq ans, les populations de référence des années intermédiaires étant quant à elles estimées par interpolation ou extrapolation. Pour la commune, le premier recensement exhaustif entrant dans le cadre du nouveau dispositif a été réalisé en 2006.

En 2022, la commune comptait 252 habitants, en évolution de −5,26 % par rapport à 2016 (Nièvre : −3,28 %, France hors Mayotte : +2,11 %).
| 1793  | 1800  | 1806  | 1821  | 1831  | 1836  | 1841  | 1846  | 1851  |
| ----- | ----- | ----- | ----- | ----- | ----- | ----- | ----- | ----- |
| 1 324 | 1 053 | 1 165 | 1 170 | 1 186 | 1 240 | 1 250 | 1 281 | 1 368 |

| 1856  | 1861  | 1866  | 1872  | 1876  | 1881  | 1886  | 1891  | 1896  |
| ----- | ----- | ----- | ----- | ----- | ----- | ----- | ----- | ----- |
| 1 268 | 1 126 | 1 112 | 1 128 | 1 041 | 1 029 | 1 013 | 1 014 | 1 004 |

| 1901 | 1906 | 1911 | 1921 | 1926 | 1931 | 1936 | 1946 | 1954 |
| ---- | ---- | ---- | ---- | ---- | ---- | ---- | ---- | ---- |
| 953  | 938  | 854  | 686  | 670  | 539  | 580  | 622  | 517  |

| 1962 | 1968 | 1975 | 1982 | 1990 | 1999 | 2006 | 2011 | 2016 |
| ---- | ---- | ---- | ---- | ---- | ---- | ---- | ---- | ---- |
| 464  | 387  | 292  | 260  | 258  | 265  | 277  | 279  | 266  |

| 2021 | 2022 | - | - | - | - | - | - | - |
| ---- | ---- | - | - | - | - | - | - | - |
| 255  | 252  | - | - | - | - | - | - | - |

## Lieux et monuments
Civils
- La Maison du parc naturel régional du Morvan
- Le Musée de la Résistance en Morvan
- La Maison des Hommes et des paysages, une des maisons du réseau de l'écomusée du Morvan.
- Le dolmen Chevresse, un empilement de blocs granitiques situé dans la forêt domaniale de Breuil Chenue.

Religieux
- Église Saint-Brice, édifice composé d'un chevet à triple abside du XVIIe siècle et d'une nef du XIXe siècle. Belle pietà en plâtre du XIXe siècle. Ouverte tous les jours de 9 h à 18 h[17].

## Personnalités liées à la commune
- Paul Flandin (1917-2005), fondateur du parc régional du Morvan, dont une statue a été inaugurée à Saint-Brisson le 16 décembre 1992.
- Charles de Montsaulnin , comte de Montal (1619 Lormes- 1696 Dunkerque), lieutenant général des armées du roi Louis XIV,  gouverneur de Charleroi et de Mont-Réal ; Inhumé le 18 octobre 1696 - Saint-Brisson, 58235, Nièvre, Bourgogne, France.